# Tên gọi Việt Nam
Việt Nam qua các thời kỳ, triều đại nhà nước khác nhau với những tên gọi hoặc quốc hiệu khác nhau. Bên cạnh đó, cũng có những danh xưng chính thức hoặc không chính thức để chỉ một vùng lãnh thổ thuộc Việt Nam.

## Tổng quát
| Thời gian                          | Tên gọi                            | Tên gọi          | Triều đại/Chế độ                                                                        | Người đặt tên |
| Thời gian                          | Chữ Quốc ngữ                       | Chữ Hán Nôm      | Triều đại/Chế độ                                                                        | Người đặt tên |
| ---------------------------------- | ---------------------------------- | ---------------- | --------------------------------------------------------------------------------------- | --- |
| 2879 – 2524 TCN (nghi vấn) 356 năm | Xích Quỷ                           | 赤鬼             | Hồng Bàng Thị                                                                           | Kinh Dương Vương |
| 2524 – 258 TCN 2267 năm            | Văn Lang                           | 文郎             | Hồng Bàng Thị                                                                           | Hùng Vương thứ I |
| 257 – 207 hoặc 179 TCN 50 năm      | Âu Lạc                             | 甌雒             | Nhà Thục                                                                                | Thục Phán |
| 204 - 111 TCN 93 năm               | Nam Việt                           | 南越             | Bắc thuộc lần 1 (Nhà Triệu)                                                             | Triệu Đà |
| 111 TCN – 40 CN 151 năm            | Giao Chỉ                           | 交趾             | Bắc thuộc lần 1 (Nhà Hán)                                                               | - |
| 40 – 43 3 năm                      | Lĩnh Nam                           | 嶺南             | Hai Bà Trưng                                                                            | Trưng Trắc |
| 43 – 203 160 năm                   | Giao Chỉ                           | 交趾             | Bắc thuộc lần 2                                                                         | - |
| 203 – 544 341 năm                  | Giao Châu                          | 交州             | Bắc thuộc lần 2                                                                         | - |
| 544 – 602 58 năm                   | Vạn Xuân                           | 萬春             | Nhà Tiền Lý                                                                             | Lý Bí |
| 602 – 679 77 năm                   | Giao Châu                          | 交州             |                                                                                         | |
| 679 – 757 78 năm                   | An Nam                             | 安南             |                                                                                         | |
| 757 – 766 9 năm                    | Trấn Nam                           | 鎮南             |                                                                                         | |
| 766 – 866 100 năm                  | An Nam                             | 安南             |                                                                                         | |
| 866 – 905 39 năm                   | Tĩnh Hải quân                      | 靜海軍           |                                                                                         | |
| 905 – 968 63 năm                   | Tĩnh Hải quân                      | 靜海軍           |                                                                                         | |
| Họ Khúc                            | Tĩnh Hải quân                      | 靜海軍           |                                                                                         | |
| Họ Dương                           | Tĩnh Hải quân                      | 靜海軍           |                                                                                         | |
| Nhà Ngô                            | Tĩnh Hải quân                      | 靜海軍           |                                                                                         | |
| 968 – 1054 86 năm                  | Đại Cồ Việt                        | 大瞿越           | Nhà Đinh                                                                                | Đinh Bộ Lĩnh |
| 968 – 1054 86 năm                  | Đại Cồ Việt                        | 大瞿越           | Nhà Tiền Lê                                                                             | Đinh Bộ Lĩnh |
| 968 – 1054 86 năm                  | Đại Cồ Việt                        | 大瞿越           | Nhà Lý                                                                                  | Đinh Bộ Lĩnh |
| 1054 – 1400 346 năm                | Đại Việt                           | 大越             | Lý Thánh Tông                                                                           | |
| 1054 – 1400 346 năm                | Đại Việt                           | 大越             | Lý Thánh Tông                                                                           | Nhà Trần |
| 1400 – 1407 7 năm                  | Đại Ngu                            | 大虞             | Nhà Hồ                                                                                  | Hồ Quý Ly |
| 1407 – 1427 20 năm                 | Giao Chỉ                           | 交趾             | Nhà Hậu Trần                                                                            | - |
| 1407 – 1427 20 năm                 | Giao Chỉ                           | 交趾             | Bắc thuộc lần 4                                                                         | - |
| 1428 – 1804 376 năm                | Đại Việt                           | 大越             | Nhà Hậu Lê                                                                              | Lê Lợi |
| 1428 – 1804 376 năm                | Đại Việt                           | 大越             | Nhà Mạc                                                                                 | Lê Lợi |
| 1428 – 1804 376 năm                | Đại Việt                           | 大越             | Chúa Trịnh                                                                              | Lê Lợi |
| 1428 – 1804 376 năm                | Đại Việt                           | 大越             | Chúa Nguyễn                                                                             | Lê Lợi |
| 1428 – 1804 376 năm                | Đại Việt                           | 大越             | Nhà Tây Sơn                                                                             | Lê Lợi |
| 1428 – 1804 376 năm                | Đại Việt                           | 大越             | Đầu thời Nhà Nguyễn                                                                     | Lê Lợi |
| 1804 – 1839 35 năm                 | Việt Nam                           | 越南             | Nhà Nguyễn                                                                              | Gia Long cầu phong nhà Thanh, đề xuất tên Nam Việt. Gia Khánh nhà Thanh công nhận tên Việt Nam.                         |
| 1839 – 1945 106 năm                | Đại Nam                            | 大南             | Nhà Nguyễn                                                                              | Minh Mạng |
| 1887 – 1945 58 năm                 | Liên bang Đông Dương               | 聯邦東洋         | Pháp thuộc                                                                              | - |
| 1887 – 1945 58 năm                 | Liên bang Đông Dương               | 聯邦東洋         | Nhật Bản xâm lược Đông Dương                                                            | - |
| 1945 1 năm                         | Đế quốc Việt Nam                   | 帝國越南         | Bảo Đại                                                                                 | |
| 1945 – 1976 31 năm                 | Việt Nam Dân chủ Cộng hòa          | 越南民主共和     | Độc lập                                                                                 | Hồ Chí Minh và Quốc hội Việt Nam khóa I                                                                                 |
| 1945 – 1954 9 năm                  | Liên bang Đông Dương               | 聯邦東洋         | Chính phủ tồn tại trong Liên hiệp Pháp (1945-1954)                                      | Jean Marie Arsène Cédile (Ủy viên cộng hòa Pháp tại Nam Bộ) và Georges Thierry d'Argenlieu (Cao ủy Pháp tại Đông Dương) |
| 1946 – 1948 2 năm                  | Cộng hòa Tự trị Nam Kỳ             | 共和自治南圻     | Chính phủ tồn tại trong Liên hiệp Pháp (1945-1954)                                      | Jean Marie Arsène Cédile (Ủy viên cộng hòa Pháp tại Nam Bộ) và Georges Thierry d'Argenlieu (Cao ủy Pháp tại Đông Dương) |
| 1949 – 1955 6 năm                  | Quốc gia Việt Nam                  | 國家越南         | Chính phủ tồn tại trong Liên hiệp Pháp (1945-1954)                                      | Bảo Đại |
| 1955 – 1975 20 năm                 | Việt Nam Cộng hòa                  | 越南共和         | Chính phủ song song, tồn tại trong chiến tranh Việt Nam                                 | Ngô Đình Diệm và Quốc hội Lập hiến Quốc gia Việt Nam                                                                    |
| 1969 – 1976 7 năm                  | Cộng hòa Miền Nam Việt Nam         | 共和沔南越南     | Chính phủ song song (1969 - 1975), kiểm soát nửa nam trên thực tế sau sự kiện 30/4/1975 | Đại hội đại biểu Quốc dân miền Nam                                                                                      |
| 1976 – nay                         | Cộng hòa Xã hội chủ nghĩa Việt Nam | 共和社會主義越南 | Độc lập, thống nhất từ Việt Nam Dân chủ Cộng hòa và Cộng hòa Miền Nam Việt Nam          | Quốc hội Việt Nam khóa VI                                                                                               |

## Tên gọi của các nhà nước/triều đại
Dưới đây là danh sách tên gọi các nhà nước/triều đại từng tồn tại ở Việt Nam theo dòng lịch sử. Các quốc hiệu này đều được ghi chép trong các sách sử Việt Nam, hoặc được chính thức sử dụng trong nghi thức ngoại giao quốc tế.

### Văn Lang
Văn Lang (chữ Hán: 文郎) được coi là quốc hiệu đầu tiên của Việt Nam. Quốc gia này có kinh đô đặt ở Phong Châu nay thuộc tỉnh Phú Thọ. Lãnh thổ bao gồm khu vực đồng bằng sông Hồng và 3 tỉnh Thanh Hóa, Nghệ An, Hà Tĩnh bây giờ. Quốc gia này tồn tại cho đến năm 258 TCN rồi bị thay thế bởi Âu Lạc.

### Âu Lạc
Năm 257 TCN, nước Âu Lạc (甌雒, 甌駱, 甌貉) được dựng lên, từ việc liên kết các bộ lạc Lạc Việt (Văn Lang) và Âu Việt, dưới uy thế của Thục Phán – An Dương Vương. Âu Lạc có lãnh thổ bao gồm phần đất của Văn Lang trước đây cộng thêm vùng núi Đông Bắc Việt Nam và 1 phần Tây Nam Quảng Tây (Trung Quốc).
Khoảng cuối Thế kỷ 3 TCN, đầu Thế kỷ 2 TCN (năm 208 TCN hoặc 179 TCN), Triệu Đà (Quận úy Nam Hải – nhà Tần) tung quân đánh chiếm Âu Lạc. Cuộc kháng cự của An Dương Vương thất bại, nhà nước Âu Lạc bị xóa sổ.

### Lĩnh Nam
Năm 40, Hai Bà Trưng đã khởi nghĩa chống lại sự cai trị của nhà Hán. Sử cũ ghi chép hai bà đã lấy được 65 thành trì của nhà Hán tại các quận Nhật Nam, Cửu Chân, Giao Chỉ, Hợp Phố, Nam Hải,... Hai bà xưng vương, với câu hịch nối lại nghiệp xưa vua Hùng, lập tên nước là Lĩnh Nam (嶺南), đóng đô tại Mê Linh, ngày nay thuộc huyện Mê Linh, Hà Nội. Trưng Trắc được bầu làm vua (Đế) của Lĩnh Nam, Trưng Nhị được bầu làm vương của Giao Chỉ, 6 quận của Lĩnh Nam là: Nhật Nam, Cửu Chân, Giao Chỉ, Tượng Quận, Nam Hải và Quế Lâm mỗi quận có 1 vương gia. Năm 43, khởi nghĩa Hai Bà Trưng bị đàn áp, bắt đầu thời kỳ Bắc thuộc lần II.

### Vạn Xuân
Vạn Xuân (萬春) là quốc hiệu của Việt Nam trong một thời kỳ độc lập ngắn ngủi khỏi triều đình trung ương Trung Hoa của nhà Tiền Lý dưới sự lãnh đạo của Lý Nam Đế. Quốc hiệu này tồn tại từ năm 544 đến năm 602 thì bị nhà Tùy tiêu diệt.

### Đại Cồ Việt
Đại Cồ Việt (大瞿越) là quốc hiệu của Việt Nam từ thời nhà Đinh đến đầu thời nhà Lý, do Đinh Tiên Hoàng thiết đặt năm 968. Quốc hiệu này tồn tại 87 năm cho đến năm 1054, đời vua Lý Thánh Tông thì đổi sang quốc hiệu khác.

### Đại Việt
Đại Việt (大越) là quốc hiệu của Việt Nam từ thời nhà Lý, bắt đầu từ năm 1054, khi vua Lý Thánh Tông lên ngôi. Quốc hiệu này tồn tại lâu dài nhất, dù bị gián đoạn 7 năm thời nhà Hồ và 20 năm thời thuộc Minh, kéo dài đến năm 1804, trải qua các vương triều Lý, Trần, Lê, Mạc và Tây Sơn, khoảng 724 năm.

### Đại Ngu
Đại Ngu (大虞) là quốc hiệu của Việt Nam thời nhà Hồ. Quốc hiệu Đại Việt được đổi thành Đại Ngu năm 1400 khi Hồ Quý Ly lên nắm quyền. Sau khi nhà Hồ bị thất bại trước nhà Minh, và nhà Hậu Lê giành lại độc lập cho Việt Nam, quốc hiệu của Việt Nam đổi lại thành Đại Việt.
Về quốc hiệu này, theo truyền thuyết, họ Hồ là con cháu vua Ngu Thuấn (là một trong Ngũ Đế nổi tiếng ở Trung Hoa thời thượng cổ); sau này con Ngu Yên là Vĩ Mãn được Chu Vũ vương của nhà Chu phong cho ở đất Trần gọi là Hồ Công, sau dùng chữ Hồ làm tên họ. Hồ Quý Ly nhận mình là dòng dõi họ Hồ, con cháu Ngu Thuấn, nên đặt quốc hiệu là Đại Ngu. Chữ Ngu (虞) ở đây có nghĩa là "sự yên vui, hòa bình", chứ không phải là từ "ngu" trong từ "ngu si" (愚癡).

### Việt Nam
Quốc hiệu Việt Nam (越南) chính thức xuất hiện vào thời nhà Nguyễn. Vua Gia Long đã dâng biểu đề nghị vua Gia Khánh nhà Thanh công nhận quốc hiệu Nam Việt, với lý lẽ rằng "Nam" có ý nghĩa "An Nam" còn "Việt" có ý nghĩa "Việt Thường". Tuy nhiên, tên Nam Việt trùng với quốc hiệu của quốc gia cổ Nam Việt thời nhà Triệu, gồm cả Quảng Đông và Quảng Tây của Trung Hoa lúc bấy giờ. Nhà Thanh yêu cầu nhà Nguyễn đổi ngược lại thành Việt Nam để tránh nhầm lẫn, và chính thức tuyên phong tên này năm 1804.
Giáp Tý, Gia Long năm thứ 3 [1804] (nhà Thanh năm Gia Khánh thứ 9), mùa xuân, tháng Giêng, sứ nhà Thanh là Án sát Quảng Tây Tề Bố Sâm đến cửa Nam Quan. [Trước đó] mùa hạ năm Nhâm Tuất [1801], [Gia Long] sai Trịnh Hoài Đức vượt biển đưa những sắc ấn của Tây Sơn trả lại nhà Thanh. [Sau đó] lại sai Lê Quang Định sang xin phong và xin đổi quốc hiệu: "Các đời trước mở mang cõi viêm bang, mỗi ngày một rộng, bao gồm cả các nước Việt Thường, Chân Lạp, dựng quốc hiệu là Nam Việt, truyền nối hơn 200 năm. Nay đã quét sạch miền Nam, vỗ yên được toàn cõi Việt, nên khôi phục hiệu cũ để chính danh tốt". Vua Thanh trước cho rằng chữ Nam Việt giống chữ Đông Tây Việt nên không muốn cho... Vua Thanh gửi thư lại nói: "Khi trước mới có Việt Thường đã xưng Nam Việt, nay lại được toàn cõi An Nam, theo tên mà xét thực thì nên tóm cả đất đai mở mang trước sau, đặt cho tên tốt, định lấy chữ Việt mào ở trên để tỏ rằng nước ta nhân đất cũ mà nối được tiếng thơm đời trước, lấy chữ Nam đặt ở dưới để tỏ rằng nước ta mở cõi Nam giao mà chịu mệnh mới, tên [Việt Nam] xưng chính đại, chữ nghĩa tốt lành, mà đối với tên gọi cũ của Lưỡng Việt ở nội địa [Trung Quốc] lại phân biệt hẳn"... Ngày Quý Mão, làm đại lễ bang giao... Sứ giả nhà Thanh đến, vào điện Kính Thiên làm lễ tuyên phong... Tháng 2, đặt quốc hiệu là Việt Nam. Ngày Đinh Sửu, đem việc cáo Thái miếu. Chiếu rằng: "... lấy ngày 17 tháng 2 năm nay, kính cáo Thái miếu, cải chính quốc hiệu là Việt Nam, để dựng nền lớn, truyền lâu xa. Phàm công việc nước ta việc gì quan hệ đến quốc hiệu và thư từ báo cáo với nước ngoài, đều lấy Việt Nam làm tên nước, không được quen xưng hiệu cũ là An Nam nữa".
Tuy nhiên, tên gọi Việt Nam có thể đã xuất hiện sớm hơn. Ngay từ cuối thế kỷ XIV, đã có một bộ sách nhan đề Việt Nam thế chí (nay không còn) do Hàn lâm viện học sĩ Hồ Tông Thốc biên soạn. Cuốn Dư địa chí viết đầu thế kỷ XV của Nguyễn Trãi (1380 – 1442) nhiều lần nhắc đến 2 chữ "Việt Nam". Điều này còn được đề cập rõ ràng trong những tác phẩm của Trạng Trình Nguyễn Bỉnh Khiêm (1491 – 1585), ngay trang mở đầu tập Trình tiên sinh quốc ngữ đã có câu: "Việt Nam khởi tổ xây nền". Người ta cũng tìm thấy 2 chữ "Việt Nam" trên một số tấm bia khắc từ thế kỷ XVI – XVII như bia chùa Bảo Lâm (1558) ở Hải Dương, bia chùa Cam Lộ (1590) ở Hà Nội, bia chùa Phúc Thánh (1664) ở Bắc Ninh... Đặc biệt bia Thủy Môn Đình (1670) ở biên giới Lạng Sơn có câu đầu: "Việt Nam hầu thiệt, trấn Bắc ải quan" (đây là cửa ngõ yết hầu của nước Việt Nam và là tiền đồn trấn giữ phương Bắc). Về ý nghĩa, phần lớn các giả thuyết đều cho rằng từ "Việt Nam" kiến tạo bởi hai yếu tố: chủng tộc và địa lý (người Việt ở phương Nam).

Vua Minh Mạng cũng nhắc đến việc quốc hiệu Việt Nam có trước thời các chúa Nguyễn:
Vua bảo thị thần rằng: “Trẫm lúc còn nhỏ, nghe trong dân gian có câu ca dao nói về chúa Nguyễn Việt Nam (Lời ca rằng : Sinh đất Việt Nam, nhờ ơn chúa Nguyễn). Lời ca này xuất hiện từ trước đời các thánh (chỉ các chúa Nguyễn), bấy giờ nước ta còn gọi là An Nam; đến hoàng khảo Thế tổ Cao đế ta, sau khi đại định, mới đặt quốc hiệu là Việt Nam. Không biết lời ca ấy từ đâu mà ra. Có lẽ trời giúp nhà nước ta có cả toàn Việt, nên mới có ca dao phát ra trước để làm triệu chứng đó thôi”.

### Đại Nam
Năm 1820, vua Minh Mạng lên ngôi xin nhà Thanh cho phép đổi quốc hiệu Việt Nam thành Đại Nam (大南), ngụ ý 1 nước Nam rộng lớn. Tuy nhiên, nhà Thanh đã không chính thức chấp thuận. Khi nhà Thanh bắt đầu suy yếu, vua Minh Mạng chính thức đơn phương công bố quốc hiệu mới là Đại Nam (hay Đại Việt Nam) vào ngày 15/2/1839. Quốc hiệu này tồn tại đến năm 1945.
Sách Quốc sử di biên chép: "Tháng 3, ngày 2 (Mậu Tuất, 1838, Minh Mạng thứ 19), bắt đầu đổi quốc hiệu là Đại Nam. Tờ chiếu đại lược: [...] Vậy bắt đầu từ năm Minh Mạng thứ 20 (1839) đổi quốc hiệu là Đại Nam, hoặc xưng là Đại Việt Nam cũng được".
Theo Thực lục: Năm Mậu Tuất [1838, Minh Mạng năm thứ 19] Thự Ngự sử đạo Nam Ngãi là Nguyễn Văn Lượng dâng sớ xin đặt quốc hiệu, sau đó bị Minh Mạng khiển trách, cách chức. Tháng 3 (âm lịch), ngày Giáp Tuất, mới định quốc hiệu là nước Đại Nam 大南. Đại ý Minh Mạng muốn chỉ rõ rằng quốc hiệu Việt Nam của Gia Long ban hành, đầy đủ là Đại Việt Nam, thường gọi tắt là Đại Việt, khác với Đại Việt các đời trước. Nay Minh Mạng muốn cho rõ ràng, bèn đổi quốc hiệu thành Đại Nam.

### Đế Quốc Việt Nam
Sau khi Nhật đảo chính Pháp vào ngày 9/3/1945, hoàng đế Bảo Đại tuyên bố xóa bỏ các hiệp ước với Pháp và thành lập chính phủ vào ngày 17/4/1945, đứng đầu là nhà học giả Trần Trọng Kim, với quốc hiệu Đế quốc Việt Nam. Trên thực tế, Đế quốc Nhật Bản vẫn cai trị Việt Nam. Sau khi Đế Quốc Nhật Bản đầu hàng quân Đồng Minh, Nam Kỳ mới được trao trả ngày 14/8/1945, nhưng 10 ngày sau đó Hoàng đế Bảo Đại thoái vị. Hoàng đế Bảo Đại tuyên bố trao lại chủ quyền Việt Nam cho Việt Nam Dân chủ Cộng hòa.

### Việt Nam Dân chủ Cộng hòa
Việt Nam Dân chủ Cộng hòa là tên gọi của cả nước Việt Nam 1945 – 1954 và miền Bắc Việt Nam từ 1954 – 1976. Nhà nước này được thành lập vào ngày 2/9/1945 (Ngày Quốc khánh của Việt Nam ngày nay). Năm 1946, Việt Nam Dân chủ Cộng hòa tổ chức Tổng tuyển cử trên phạm vi cả nước để chính thức.
Việt Nam Dân chủ Cộng hòa phải đối đầu với thực dân Pháp và Quốc gia Việt Nam được lập ra dưới cái ô của Pháp năm 1949. Trong thời kỳ 1954 – 1975, chính thể này tiếp tục phải đối đầu với Việt Nam Cộng hòa tại miền Nam Việt Nam. Tới năm 1976, chính thể này cùng với chính thể Cộng hòa Miền Nam Việt Nam tổ chức Tổng tuyển cử để thống nhất thành Cộng hòa Xã hội chủ nghĩa Việt Nam.

### Quốc gia Việt Nam
Quốc gia Việt Nam là danh xưng của 1 phần vùng lãnh thổ Việt Nam thuộc quyền kiểm soát của quân Pháp (mặc dù tuyên bố đại diện cho cả nước), ra đời chính thức từ Hiệp ước Élysée ký ngày 8/3/1949, giữa Tổng thống Pháp Vincent Auriol và Cựu hoàng Bảo Đại. Quốc gia Việt Nam trực thuộc khối Liên hiệp Pháp, đối kháng và tồn tại trên cùng lãnh thổ với chính quyền Việt Nam Dân chủ Cộng hòa. Trong suốt thời gian tồn tại, Quốc gia Việt Nam chưa từng tổ chức được Tổng tuyển cử trên phạm vi cả nước như Việt Nam Dân chủ Cộng hòa đã làm năm 1946.
Danh xưng này tồn tại trong 6 năm (1949 – 1955). Năm 1955, Ngô Đình Diệm phế truất Quốc trưởng Bảo Đại, đổi tên Quốc gia Việt Nam thành Việt Nam Cộng hòa.

### Việt Nam Cộng hòa
Việt Nam Cộng hòa là tên gọi của một chính thể được Ngô Đình Diệm thành lập tại miền Nam Việt Nam dưới sự hậu thuẫn của Hoa Kỳ, kế thừa Quốc gia Việt Nam (1949 – 1955). Trong Cuộc trưng cầu dân ý miền Nam Việt Nam, 1955, thủ tướng Ngô Đình Diệm đã phế truất Quốc trưởng Bảo Đại, đổi tên chính phủ Quốc gia Việt Nam thành Việt Nam Cộng hòa. Nó bị coi là một chính phủ bù nhìn do Hoa Kỳ khống chế.
Ở miền Nam Việt Nam giai đoạn đó, chính thể này tồn tại song song với chính thể Cộng hòa Miền Nam Việt Nam, và sụp đổ vào ngày 30 tháng 4 năm 1975 sau khi đầu hàng Cộng hòa Miền Nam Việt Nam.

### Cộng hòa Miền Nam Việt Nam
Cộng hòa miền Nam Việt Nam là 1 chính thể cũng ở miền Nam Việt Nam, tồn tại từ năm 1969-1976, tên đầy đủ là "Chính phủ Cách mạng lâm thời Cộng hòa Miền Nam Việt Nam". Chính thể này được thành lập dựa trên cơ sở là những cán bộ Việt Minh được giữ lại miền Nam để chuẩn bị cho Tổng tuyển cử thống đất nước dự kiến được tổ chức năm 1957 (theo Hiệp định Genève 1954 thì chỉ tập kết quân sự, các thành phần chính trị ở nguyên tại chỗ để chuẩn bị tổng tuyển cử thành lập chính phủ hòa hợp dân tộc). Cộng hòa miền Nam Việt Nam có mục tiêu chống Hoa Kỳ và Việt Nam Cộng hòa đế thống nhất đất nước. Sau cuộc Tổng tuyển cử 1976, Cộng hòa Miền Nam Việt Nam và Việt Nam Dân chủ Cộng hòa hợp nhất thành Cộng hòa Xã hội chủ nghĩa Việt Nam.

### Cộng hòa Xã hội chủ nghĩa Việt Nam
Sau khi cuộc Tổng tuyển cử 1976 do Việt Nam Dân chủ Cộng hòa và Cộng hòa Miền Nam Việt Nam tổ chức để thống nhất đất nước về mặt chính trị, ngày 2/7/1976, Quốc hội khóa VI quyết định thống nhất Việt Nam Dân chủ Cộng hoà và Cộng hòa Miền Nam Việt Nam với tên gọi Cộng hòa Xã hội chủ nghĩa Việt Nam. Quốc hiệu này được sử dụng từ đó đến nay.

## Các danh xưng không chính thức
Dưới đây là những danh xưng không rõ về tính xác thực, hoặc do nước ngoài sử dụng để chỉ vùng lãnh thổ quốc gia Việt Nam. Những danh xưng không chính thức này được ghi nhận lại từ cổ sử, truyền thuyết hoặc từ các tài liệu nước ngoài từ trước năm 1945.

### Xích Quỷ
Xích Quỷ (赤鬼), theo Việt Nam sử lược là quốc hiệu trong truyền thuyết về thủy tổ của người Việt là Kinh Dương Vương.
Sách chép:
Cứ theo tục truyền thì vua Đế Minh là cháu ba đời của vua Thần Nông, đi tuần thú phương nam đến núi Ngũ Lĩnh (thuộc tỉnh Hồ Nam bây giờ) gặp một nàng tiên, lấy nhau, đẻ ra người con tên là Lộc Tục. Sau Đế Minh truyền ngôi lại cho con trưởng là Đế Nghi làm vua phương bắc, và phong cho Lộc Tục làm vua phương nam, xưng là Kinh Dương Vương, quốc hiệu là Xích Quỷ.
Bờ cõi nước Xích Quỷ bấy giờ phía bắc giáp Động Đình Hồ (Hồ Nam), phía nam giáp nước Hồ Tôn (Chiêm Thành), phía tây giáp Ba Thục (Tứ Xuyên), phía đông giáp bể Nam Hải.
Kinh Dương Vương làm vua nước Xích Quỷ vào quãng năm Nhâm Tuất (2879 trước Tây Lịch?) và lấy con gái Động Đình Quân là Long Nữ đẻ ra Sùng Lãm, nối ngôi làm vua, xưng là Lạc Long Quân.

### Nam Việt
Nam Việt (南越) là quốc hiệu thời nhà Triệu (204 TCN – 111 TCN). Nói chính xác thì đối tượng tranh cãi ở đây không phải là bản thân tên gọi Nam Việt, mà vấn đề là quốc hiệu này có đại diện cho nước Việt Nam ngày nay hay không. Thời phong kiến xem Nam Việt chính là quốc hiệu cũ của nước Việt, nhưng từ thời Hậu Lê trở về sau, cũng như quan điểm chính thống hiện nay cho rằng quốc gia Nam Việt khi đó là của người Trung Hoa. Lý do không thể coi Nam Việt là của người Việt Nam vì: Triệu Đà là người Hán, quê ở huyện Chân Định, tỉnh Hà Bắc (Trung Quốc), nhân lúc nhà Tần suy loạn đã nổi lên lập ra nhà Triệu, lấy quốc hiệu là Nam Việt.
Các ý kiến cho rằng quốc hiệu này là của nước Việt có các nhận định của các học giả như Lê Văn Hưu hay Ngô Sĩ Liên. Lê Văn Hưu nói: "Đất Liêu Đông không có Cơ Tử thì không thành phong tục mặc áo đội mũ (như Trung Hoa), đất Ngô Cối không có Thái Bá thì không thể lên cái mạnh của bá vương. Đại Thuấn là người Đông Di nhưng là bậc vua giỏi trong Ngũ Đế. Văn Vương là người Tây Di mà là bậc vua hiền trong Tam Đại. Thế mới biết người giỏi trị nước không cứ đất rộng hay hẹp, người Hoa hay Di, chỉ xem ở đức mà thôi. Triệu Vũ Đế khai thác đất Việt ta mà tự làm đế trong nước, đối ngang với nhà Hán, gửi thư xưng là "lão phu", mở đầu cơ nghiệp đế vương cho nước Việt ta, công ấy có thể nói là to lắm vậy. Người làm vua nước Việt sau này nếu biết bắt chước Vũ Đế mà giữ vững bờ cõi, thiết lập việc quân quốc, giao thiệp với láng giềng phải đạo, giữ ngôi bằng nhân, thì gìn giữ bờ cõi được lâu dài, người phương Bắc không thể lại ngấp nghé được".
Ngô Sĩ Liên nói: "Truyện Trung Dung có câu: "Người có đức lớn thì ắt có ngôi, ắt có danh, ắt được sống lâu". Vũ Đế làm gì mà được như thế? Cũng chỉ vì có đức mà thôi. Xem câu trả lời Lục Giả thì oai anh vũ kém gì Hán Cao. Đến khi nghe tin Văn Đế đặt thủ ấp trông coi phần mộ tổ tiên, tuế thời cúng tế, lại ban thưởng ưu hậu cho anh em, thì bấy giờ vua lại khuất phục nhà Hán, do đó tông miếu được cúng tế, con cháu được bảo tồn, thế chẳng phải là nhờ đức ư? Kinh Dịch nói: "Biết khiêm nhường thì ngôi tôn mà đức sáng, ngôi thấp mà không ai dám vượt qua". Vua chính hợp câu ấy".
Hoặc vua Quang Trung sau khi đánh bại đội quân nhà Thanh năm 1789 đã có ý định đòi lại đất hai tỉnh Quảng Đông, Quảng Tây với lý do đây là đất cũ của Nam Việt thời nhà Triệu.

### An Nam
An Nam (安南) là danh xưng của người nước ngoài và với cả người Việt Nam để chỉ lãnh thổ Việt Nam cho đến khoảng giữa thế kỷ 20.
Nguồn gốc danh xưng này từ thời Bắc thuộc (Việt Nam bị Trung Quốc đô hộ), nhà Đường ở Trung Quốc đã đặt tên cho khu vực lãnh thổ tương ứng với khu vực miền Bắc Việt Nam ngày nay là An Nam đô hộ phủ (673 – 757 và 768 – 866).
Sau khi giành được độc lập, các triều vua Việt Nam thường phải nhận thụ phong của Trung Quốc. Từ thời Tống Hiếu Tông, quốc hiệu An Nam quốc 安南國 và danh hiệu "An Nam quốc vương 安南國王" chính thức được Trung Quốc sắc phong cho vua Lý Anh Tông (vào năm 1164 hoặc 1174).
Từ đó người Trung Quốc thường gọi nước Việt Nam là An Nam, bất kể quốc hiệu là gì. Cách gọi này đã ảnh hưởng đến cách gọi của người châu Âu trước năm 1945.
Thời kỳ thuộc Pháp, Annam (gọi theo tiếng Pháp) là tên gọi chỉ vùng lãnh thổ Trung Kỳ do nhà Nguyễn cai trị dưới sự bảo hộ của Pháp. Tuy vậy, người Pháp vẫn dùng danh xưng Annam để chỉ người Việt nói chung ở cả ba vùng Bắc Kỳ (Tonkin), Trung Kỳ (Annam) và Nam Kỳ (Cochinchine). Nhiều khi từ này được người Pháp dùng với ý miệt thị người Việt.

## Các danh xưng thời Bắc thuộc và Pháp thuộc
Các danh xưng này không được xem là quốc hiệu của Việt Nam vì các giai đoạn này Việt Nam bị nước ngoài đô hộ. Đây là tên gọi mà Trung Quốc và Pháp sử dụng để chỉ vùng lãnh thổ Việt Nam mà họ chiếm đóng.

### Giao Chỉ
Là tên gọi của Việt Nam thời Bắc thuộc lần I từ 111 TCN – 39 CN; thời Bắc thuộc lần 2 từ 43–203, và thời Bắc thuộc lần 4 từ 1407–1427. Tổng cộng khoảng 262 năm.

### Giao Châu
Là tên gọi của Việt Nam thời Bắc thuộc lần 2 từ 203 – 544 và thời Bắc thuộc lần 3 từ 602–679. Tổng cộng khoảng 420 năm.

### An Nam
Là tên gọi của Việt Nam thời Bắc thuộc lần 3 từ 679 – 757 và 766 – 866. Tổng cộng khoảng 180 năm.

### Trấn Nam
Là tên gọi của Việt Nam thời Bắc thuộc lần 3 từ 757 – 766. Tổng cộng khoảng 10 năm.

### Tĩnh Hải quân
Là tên gọi của Việt Nam cuối thời Bắc thuộc lần 3, thời kỳ tự chủ của Họ Khúc và thời kỳ độc lập của Nhà Ngô, từ 866 – 967. Tổng cộng khoảng 102 năm.

### Liên bang Đông Dương
Là tên gọi của Việt Nam, Campuchia và Lào (lúc bấy giờ Việt Nam bị chia thành Bắc Kỳ, Trung Kỳ và Nam Kỳ) thời Pháp thuộc, từ 1887 – 1954. Tổng cộng khoảng 68 năm.

## Tại các nước trên thế giới
Đối với nước ngoài, tên gọi "Việt Nam" thường được viết trong các ngôn ngữ dùng ký tự Latinh là Vietnam. Một số ngoại lệ như:
- Tiếng Ba Lan: Wietnam
- Tiếng Hawaii: Wiekanama
- Tiếng Ireland: Vítneam
- Esperanto: Vjetnamio
- Tiếng Malta: Vjetnam
- Tiếng Bồ Đào Nha: Vietname, tiếng Bồ Đào Nha Brasil: Vietnã

Trong các ngôn ngữ dùng hệ chữ viết khác:
- Tiếng Trung: 越南 (Yuènán)
- Tiếng Triều Tiên (tiếng Hàn): tại bán đảo Triều Tiên trước đây, thường gọi theo âm Hán-Triều là 월남 (Wollam), nay tại Bắc Triều Tiên gọi là 윁남 (Wennam) và tại Hàn Quốc gọi là 베트남 (Beteunam)
- Tiếng Nhật: ベトナム (Betonamu), ヴェトナム (Vetonamu), ヴィエトナム (Vietonamu), ヴィエットナム (Viettonamu), hoặc theo âm Hán-Hòa là 越南 (hay えつなん) (Etsunan)
- Tiếng Nga: Вьетнам (V'yetnam)
- Tiếng Hy Lạp: Βιετνάμ (Byetnam)